# Sven Janssen
Sven Janssen ist ein von Edouard Aidans im realistischen Stil gezeichneter frankobelgischer Comic.
Die Abenteuerserie erschien 1963 erstmals in der belgischen und französischen Ausgabe von Tintin sowie in der niederländischen Version Kuifje. Als Yves Duval 1964 die Nachfolge von Jacques Acar als Texter übernahm, wurde aus dem pfeifenrauchenden Schriftsteller ein Dokumentarfilmer mit rotem VW-Bus, der mit Frau und Sohn durch alle Kontinente reist. Seitdem wechselten sich Kurz- und Fortsetzungsgeschichten ab. Später kamen noch taschenbuchformatige Kurzgeschichten und ein illustrierter Kurzroman in Tintin Sélection und Kuifje Pocket heraus. Lombard begann 1966 mit der Albenausgabe innerhalb der Reihe Une histoire du journal Tintin, Jeune Europe und Vedette. Die Neuauflage als eigenständige Serie in den Jahren 1981 bis 1983 stammte ebenfalls von Lombard. 1980 fasste Bédéscope die Kurzgeschichten in vier Alben zusammen.
Zur deutschen Erstveröffentlichung kam es 1968 unter dem französischen Originaltitel in MV Comix von Ehapa. Die Serie wurde 1973 von Koralle übernommen und mit dem noch heute gebräuchlichen Namen in Zack, Zack Parade und Zack Comic Box weitergeführt. Das erste eigenständige Album erschien 1999 bei Salleck in der Reihe Franco-belgische Comicklassiker.

## Albenlange Geschichten
- Marc Franval chasse le condor (1963–1964)
- Du sang sur l’ivoire (1964)
- Visa pour 3 continents (1965)
- Alerte aux vautours (1965–1966)
- Sur la piste des kasbahs (1966)
- Destination Desertas (1967)
- Les Pirates de la brousse (1968)
- Alerte à Bornéo (1969)
- Rapt à Tokyo (1969–1970)